# Victor Van Schil
Victor Van Schil , né le 21 décembre 1939 à Nijlen et mort le 30 septembre 2009 dans la même localité, est un ancien coureur cycliste professionnel belge. 

## Biographie
Professionnel de 1961 à 1977, il a notamment remporté deux étapes du Tour d'Espagne, en 1964 et 1968, et la Flèche brabançonne. Coéquipier de Raymond Poulidor de 1962 à 1966 au sein de l'équipe Mercier-BP, il devient un « fidèle lieutenant » d'Eddy Merckx pendant neuf ans, chez Faema (1968-1970) puis Molteni (1971-1976). Il l'accompagne notamment lors de sa victoire sur Liège-Bastogne-Liège 1969, effectuant 80 km d'échappée à deux pour passer la ligne d'arrivée avec huit minutes d'avance sur le troisième Barry Hoban. En 1968, il a été disqualifié du Tour d'Italie pour fraude au contrôle antidopage.
Victor Van Schil se suicide à son domicile le 30 septembre 2009, à 69 ans, souffrant de dépression.

## Palmarès

### Palmarès amateur
- 1960
  - 2e étape du Circuit des neuf provinces
- 1961
  - Circuit des neuf provinces :
    - Classement général
    - 2e étape

  - 2e étape du Tour de Belgique amateurs
  - 2e de la Coupe Egide Schoeters
  - 3e du Tour de Belgique amateurs

### Palmarès professionnel
| - 1962 - Tour du Condroz - 3e du Grand Prix de l'Escaut - 3e du Circuit des trois villes sœurs - 1963 - Coupe Sels - 3e de Bruxelles-Verviers - 3e de la Flèche des polders - 1964 - Circuit de Belgique centrale - 11e étape du Tour d'Espagne - 2e de Bruxelles-Ingooigem - 2e de Bruxelles-Charleroi-Bruxelles - 3e du Grand Prix du Midi libre - 3e du Circuit du Provençal - 1965 - 2e de la Flèche des polders - 3e du Tour du Condroz - 3e du Circuit de Belgique centrale - 4e de Paris-Roubaix - 10e du Tour des Flandres - 1966 - 1rea étape du Tour de Belgique - 2e de Liège-Bastogne-Liège - 3e du Grote Prijs Dr. Eugeen Roggeman - 1967 - Tour de Wallonie - 3e de Bruxelles-Verviers - 1968 - Flèche brabançonne - 13e étape du Tour d'Espagne - Circuit de la vallée de la Senne - 3e du Grand Prix de Fayt-le-Franc - 3e du Tour de Wallonie - 3e de Kessel-Lier - 5e du Paris-Roubaix - 6e de la Flèche wallonne - 1969 - 4e étape du Tour de Majorque - 1reb étape du Tour de France (contre-la-montre par équipes) - 2e de la Coupe Sels - 2e de Liège-Bastogne-Liège - 2e de Bruxelles-Ingooigem - 10e de la Flèche wallonne | - 1970 - Tour du Condroz - 3ea étape du Tour de France (contre-la-montre par équipes) - 2e de la Flèche brabançonne - 3e de Bruxelles-Biévène - 1971 - Prologue du Tour de France (contre-la-montre par équipes) - Kessel-Lier - 3e du Grand Prix Betekom - 1972 - Tour du Condroz - Grand Prix E5 - 2e du Championnat de Zurich - 3e du Grand Prix de Monaco - 9e de Liège-Bastogne-Liège - 1973 - 2e de la Flèche brabançonne - 2e du Grand Prix Jef Scherens - 2e de la Coupe Sels - 3e de Kessel-Lier - 3e du Circuit du Sud-Ouest - 10e de Liège-Bastogne-Liège - 1974 - 6eb étape du Tour de France (contre-la-montre par équipes) - 2e du Grote Prijs Dr. Eugeen Roggeman - 3e de Kessel-Lier - 1975 - Circuit de la vallée de la Senne - 1976 - 2e de la Course des raisins - 2e du Circuit de la vallée de la Senne - 1977 - 3e de la Flèche hesbignonne |  |

## Résultats sur les grands tours

### Tour de France
11 participations
- 1962 : 17e
- 1963 : 22e
- 1964 : 32e
- 1965 : 41e
- 1966 : 72e
- 1967 : 28e
- 1969 : 29e, vainqueur de la 1reb étape (contre-la-montre par équipes)
- 1970 : 68e, vainqueur de la 3ea étape (contre-la-montre par équipes)
- 1971 : 21e, vainqueur du prologue (contre-la-montre par équipes)
- 1972 : abandon (3eb étape)
- 1974 : 36e, vainqueur de la 6eb étape (contre-la-montre par équipes)

### Tour d'Italie
6 participations
- 1968 : 18e disqualifié pour fraude au contrôle antidopage
- 1969 : abandon
- 1970 : 23e
- 1972 : 27e
- 1973 : 31e
- 1974 : 51e

### Tour d'Espagne
4 participations
- 1964 : 12e, vainqueur de la 11e étape
- 1965 : 13e
- 1968 : 23e
- 1973 : 13e